# 袁世斌
袁世斌（1896年11月12日—1990年2月7日），字冠新，原籍江西南昌，贵州息烽人。中华民国政治人物。

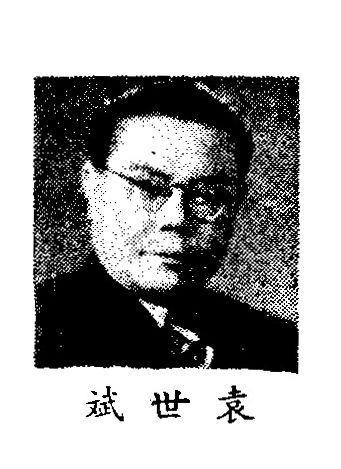

## 生平
袁世斌生于民前十六年（1896年）農曆丙申十月八日貴州貴陽市的書香門第。先後卒業於貴陽達德小學及南明中學，後即負笈北上，以優異成績考入北平大學大學預科，兩年後進入正科專攻政治。1920年毕业于国立北平大学，赴滬加入中國國民黨，為鄉前輩何敬之延聘為黃埔軍校潮州分校政治教官。隨軍北伐調任東路總指揮部政治部主任。1926年4月，被选为西山会议派的中国国民党候补中央执行委员。后来，袁世斌曾经随何应钦在国民政府军政部任办公室主任。政府原有派先生出任四川省府委員兼秘書長之議，袁世斌婉辭不就。1937年到1941年间，袁世斌留学法国赴巴黎大學深造，先後獲得公法、經濟兩碩士學位，後再以〈論國際聯盟之改造〉一文榮獲法學博士學位。後獲中央通訊社延聘為駐國際聯盟特派員，1941年6月18日返國任立法院立法委员。1942年奉聘任中央訓練團講師講授「總理學說之研究」。旋調任該團教育委員會副主任兼同少將主任秘書，翌年調任陸軍大學政治部同少將副主任代行主任職務。迨陸軍總司令部成立，調任為同少將秘書長，旋任總務處長。后来，袁世斌任考试院辅导委员会委员。1943年9月10日，任甘肃省政府委员兼甘肃省财政厅厅长。1945年1月18日，任贵州省政府委员。1945年抗戰勝利，陸軍總部推進湖南芷江，總司令何應欽赴南京主持受降大典，袁世斌奉派留守芷江，會同芷江警備司令王時嚴密監視中共。1945年10月23日，任貴州省府委員兼民政廳長，深獲歷任省主席楊森、谷正倫之倚重，期間並先後兼任貴州省參議員選舉監督、貴州省國大代表及立法委員選舉監督、貴州省縣長考試典試委員、憲政促進會委員等職。在贵州任职期间，袁世斌曾经兼任贵州大学教授，講授憲法及國際公法。1946年11月，当选制宪国民大会代表。1949年，隨政府播遷來臺，奉聘為行政院設計委員會委員，旋改任光復大陸設計研究委員會委員並先後在法商學院暨臺灣大學擔任教授，講授三民主義；著有《三民主義大綱》暨《五權憲法與中華民國憲法》等書。袁世斌赴香港，随后赴法国定居。

## 榮譽
袁世斌曾先後獲國府頒發勝利勳章、美國銅星自由勳章，教育部亦曾授予資深教授獎狀。

## 家庭
袁世斌妻子黃若瑛為巴黎大學碩士，對日抗戰期間曾任重慶復旦大學女生指導員、戰區內遷後任婦女輔導院院長。1945年抗戰勝利後與袁在南京結婚，婚後先任教於貴州大學，旋應聘為國立師範學院專任教授兼訓導主任，來臺後應蔣宋美齡之聘，擔任華興中學暨育幼院院長。1968年夏，黃若瑛罹患乳癌，垂危时征得内侄黃开基同意过继承嗣，于办妥领养手续后病逝。